# L'espoir fait vivre
Pour plus de détails, voir Fiche technique et Distribution.
L'espoir fait vivre (Leva på 'Hoppet') est un film suédois réalisé par Göran Gentele, sorti en 1951.

## Synopsis
Une troupe de théâtre transforme un cargo en scène de spectacle.

## Fiche technique
- Titre : L'espoir fait vivre
- Titre original  : Leva på 'Hoppet'
- Réalisation : Göran Gentele
- Scénario : Göran Gentele
- Musique : Gösta Nystroem
- Photographie : Karl-Erik Alberts
- Montage : Wic Kjellin
- Société de production : Europa Film
- Société de distribution :
- Pays :  Suède
- Genre : Comédie
- Durée : 100 minutes
- Dates de sortie : 
  -  Suède : 11 avril 1951

## Distribution
- Ingrid Thulin : Yvonne
- Per Oscarsson : Per
- Gunvor Pontén : Maj-Britt
- Jarl Kulle : Jalle
- Arne Ragneborn : Arne

## Distinctions
Le film a obtenu l'Ours d'argent de la meilleure comédie lors de la Berlinale 1951.